# Faverolles (Aisne)
Faverolles ist eine französische Gemeinde mit 351 Einwohnern (Stand: 1. Januar 2022) im Département Aisne in der Region Hauts-de-France (frühere Region: Picardie). Sie gehört zum Arrondissement Soissons und zum Kanton Villers-Cotterêts.
Der Ortsname wird vom lateinischen „faba“ (Bohne) abgeleitet.

## Geographie
Die Gemeinde Faverolles liegt rund 23 Kilometer südwestlich von Soissons, ist größtenteils vom Domänenforst Forêt de Retz umgeben und wird im Osten von der Savières, die in den Ourcq mündet, begrenzt. Nachbargemeinden von Faverolles sind Corcy im Norden, Chouy, Ancienville, Noroy-sur-Ourcq und Troësnes im Osten, Silly-la-Poterie im Süden und Oigny-en-Valois sowie Dampleux im Westen. Zur Gemeinde Faverolles gehören die Ortsteile Vouty, Javage, Maucreux und Le Bouchet.

## Bevölkerungsentwicklung
| Jahr                       | 1962 | 1968 | 1975 | 1982 | 1990 | 1999 | 2008 | 2013 | 2021 |
| Einwohner                  | 364  | 361  | 283  | 265  | 308  | 319  | 346  | 310  | 340  |
| Quellen: Cassini und INSEE |      |      |      |      |      |      |      |      |      |

## Sehenswürdigkeiten

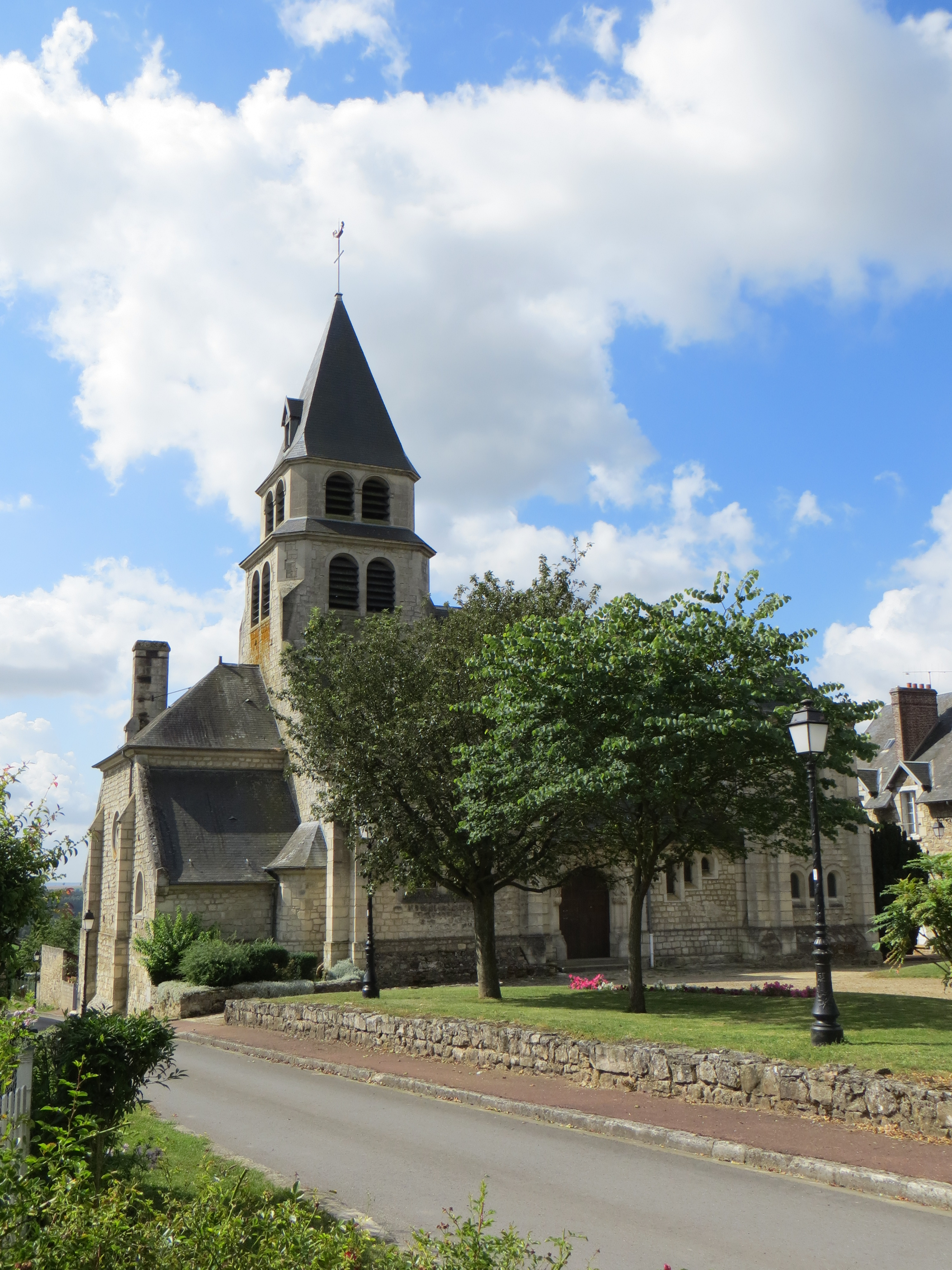
Kirche Saint-Pierre
- 1930 bis 1935 wieder aufgebautes Schloss Maucreux
- ehemalige Kapelle (heute ländliche Herberge)
- Wassermühle im Ortsteil Maucreux
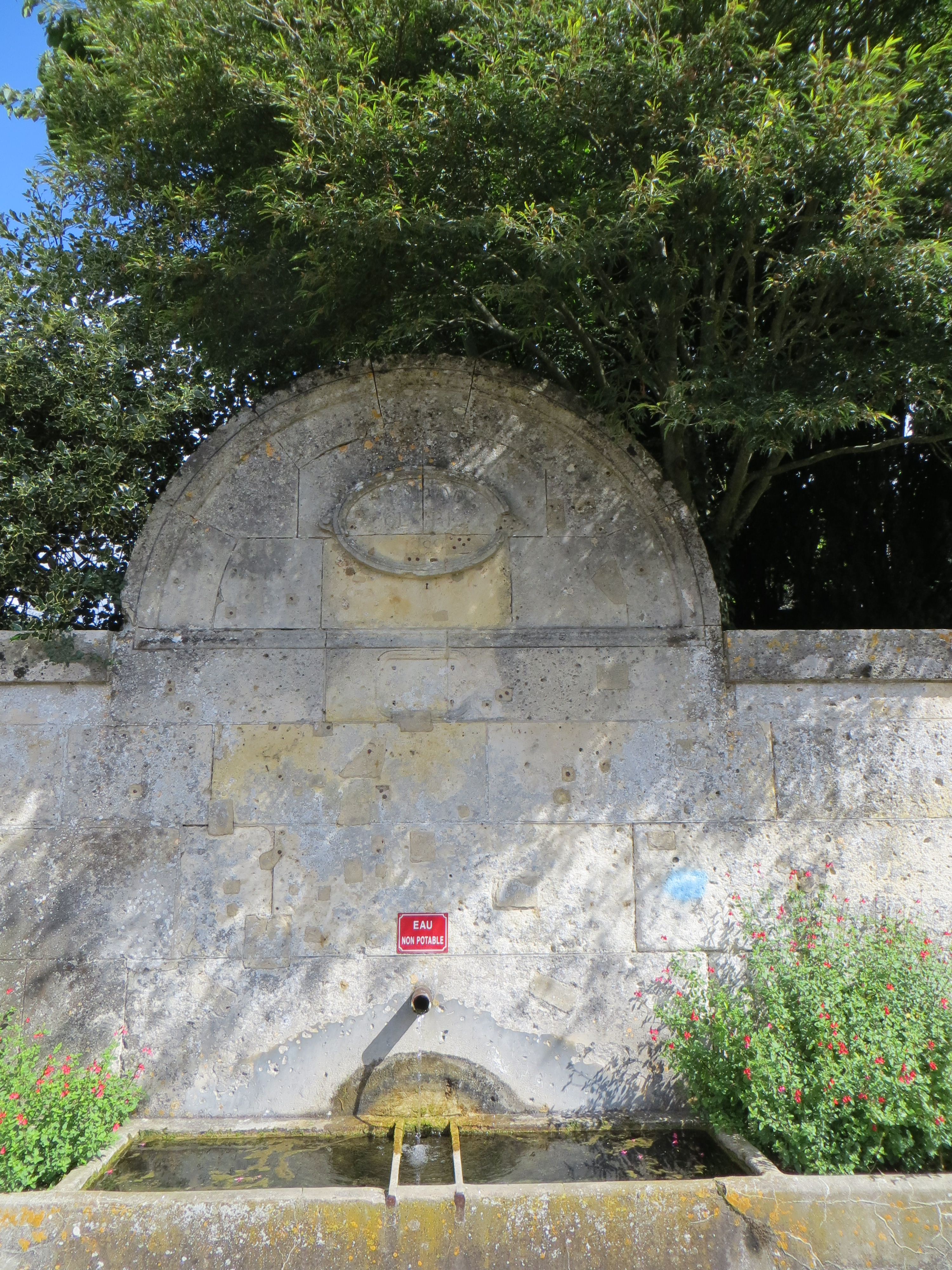
Brunnen Fontaine Claire

- Kirche Saint-Pierre
- Fontaine Claire